# Gamze Bulut
Pour les articles homonymes, voir Bulut.
Gamze Bulut, née le 3 août 1992 à Eskişehir, est une athlète turque spécialiste du demi-fond du 1 500 mètres et 5 000 mètres, dont la carrière a débuté en 2009. Ses débuts en compétition sont remarqués et elle s'impose rapidement comme l'une des meilleures spécialistes du 1 500 mètres. Déclarée vainqueur du titre olympique du 1 500 mètres aux Jeux olympiques de 2012 de Londres à la suite du déchoiement de sa compatriote Aslı Çakır Alptekin pour dopage, elle est elle-même déchue de ce titre pour des faits de dopage.
Gamze Bulut explose l'année de ses vingt ans dans les compétitions internationales de l'épreuve du 1 500 mètres. Vice-championne d'Europe et vice-championne olympique en 2012, à chaque fois derrière sa compatriote Çakır Alptekin, elle est en 2015 récipiendaire de ces titres à la suite de la condamnation pour dopage de cette dernière en 2015. Toutefois en 2016, Bulut est elle-même convaincue de faits de dopage et tous ses titres lui sont retirés assorties d'une suspension de huit ans jusqu'en 2020. Revenue à la compétition en 2020, elle échoue dans sa tentative de se qualifier pour les Jeux olympiques de 2020 prenant place en 2021 à Tokyo.

## Carrière
Aux championnats des Balkans juniors de 2012, qui se sont tenus en Grèce, elle remporte une médaille en or sur le 3 000 m steeple. La même année, avec un record personnel de 9 min 34 s 88, elle atteint les minima olympiques et se qualifie pour le 3 000 m steeple pour les Jeux olympiques de Londres.
Bulut est deuxième du 1 500 mètres des Jeux olympiques de Londres derrière sa compatriote et camarade d'entraînement Aslı Çakır Alptekin. Le 17 août 2015, Alptekin est disqualifiée pour dopage sanguin, la médaille d'or n'est cependant pas donnée à Bulut par le Comité international olympique. En mars 2016, le journal Zaman annonce que Bulut a un passeport biologique « anormal », justifiant sa positivité au dopage en 2012.
Le 29 mars, l'IAAF la disqualifie des Jeux de Londres et Bulut perd en conséquence sa médaille olympique. Ses résultats depuis 2011 sont annulés et l'athlète est suspendue jusque 2020.

## Palmarès
| Date | Compétition                       | Lieu      | Résultat | Épreuve | Performance |
| ---- | --------------------------------- | --------- | -------- | ------- | ----------- |
| 2012 | Championnats d'Europe             | Helsinki  | —        | 1 500 m | DQ          |
| 2012 | Jeux olympiques                   | Londres   | —        | 1 500 m | DQ          |
| 2013 | Championnats d'Europe espoirs     | Tampere   | —        | 5 000 m | DQ          |
| 2014 | Championnats d'Europe par équipes | Brunswick | —        | 5 000 m | DQ          |

## Records
| Épreuve              | Performance    | Lieu      | Date         |
| -------------------- | -------------- | --------- | ------------ |
| 1 500 mètres         | 4 min 01 s 18  | Londres   | 8 août 2012  |
| 3 000 mètres steeple | 9 min 34 s 88  | Izmir     | 19 mai 2012  |
| 5 000 mètres         | 15 min 37 s 70 | Brunswick | 22 juin 2014 |